# Enséñame a vivir
Az Enséñame a vivir (spanyol, jelentése: ’Taníts meg élni’) egy exkluzív (bevezető) kislemez Thalía első, Primera fila című akusztikus albumáról, amely 2009. október 26-án jelent meg az iTunes online zeneáruházban. Szerzője a mexikói Reyli Barba, producere Áureo Baqueiro, stílusa kolumbiai vallenato és latin pop ötvözete. A dal MP3 formátumban volt megvásárolható az interneten. 2010. nyár végén promóciós kislemezként is kiadták Latin-Amerikában.
| (spanyolul) «Es una canción de mensaje, de poder y de felicidad, y de celebración de la vida» | (magyarul)„Ez a dal egy üzenet, mely az erőről és a boldogságról, valamint az élet ünnepléséről szól.” |
| – Thalía                                                                                      | |

## Videóklip
Bár a dal hivatalosan nem volt kislemez, két videóklipet is készítettek hozzá. Az első változat csupán a koncertfelvétel számítógépes grafikával történő „kidekorálása” volt, amely az interneten digital exclusive jelzővel jelent meg. A második változatot az énekesnő még 2010. június végén forgatta, és valójában ez az egyetlen tényleges videóklip az albumról, amelyet nem a koncertfelvételből készítettek. Az igazi nyári hangulatot idéző klipben Thalía a tengerparton élvezi a napsugarakat, úszik és szörfözik is a tengerben. Egyúttal ez az első klipje az énekesnőnek, amely valódi HD felbontásban készült.

## Külső hivatkozások
Enséñame a vivir (digital exclusive). YouTube